# Ahrenviölfeld
Ahrenviölfeld (tiếng Đan Mạch: Arenfjoldemark) là một đô thị thuộc huyện Nordfriesland, phái bắc nước Đức. Đô thị này có diện tích 7,29 km², dân số thời điểm 31 tháng 12 năm 2006 là 269 người.